# ヨウ素酸化細菌
ヨウ素酸化細菌（ようそさんかさいきん、iodide-oxidizing bacteria）とは、高濃度のヨウ素を含有する天然ガスかん水や人為的にI-を添加して培養した海水サンプルから新規に発見されたグラム陰性の従属栄養細菌。これらの菌は菌体外に酵素（ヨウ素酸化酵素）を分泌しヨウ化物イオン（I-）を分子状ヨウ素（I2）へと酸化する能力を有するため、総称してヨウ素酸化細菌と呼ばれる。ヨウ素酸化細菌はα-Proteobacteriaに分類され、Roseovarius toleransに近縁なGroupAとRhodothalassium salexigensに近縁なGroupBとの2つに分かれる。
2I-　→　I2
上記のようにして生成された分子状ヨウ素は殺菌作用を持つことから、ヨウ素酸化細菌は周囲の菌との競合に打ち勝つためにI2を生成させると考えられるが、詳細は分かっていない。